# 2012-es Formula–1 ausztrál nagydíj
Az ausztrál nagydíj a 2012-es Formula–1 világbajnokság első futama, amelyet 2012. március 16. és március 18. között rendeznek meg az ausztráliai Melbourne Grand Prix Circuiten, Melbourne-ben.

## Szabadedzések

### Első szabadedzés
Az ausztrál nagydíj első szabadedzését március 16-án, pénteken délelőtt tartották.
| helyezés | versenyző          | csapat/Motor         | elért idő | különbség | futott kör |
| -------- | ------------------ | -------------------- | --------- | --------- | ---------- |
| 1        | Jenson Button      | McLaren-Mercedes     | 1:27,560  | −         | 11         |
| 2        | Lewis Hamilton     | McLaren-Mercedes     | 1:27,805  | +0,245    | 14         |
| 3        | Michael Schumacher | Mercedes             | 1:28,235  | +0,675    | 17         |
| 4        | Fernando Alonso    | Ferrari              | 1:28,360  | +0,800    | 21         |
| 5        | Mark Webber        | Red Bull-Renault     | 1:28,467  | +0,907    | 21         |
| 6        | Nico Rosberg       | Mercedes             | 1:28,683  | +1,123    | 22         |
| 7        | Daniel Ricciardo   | Toro Rosso-Ferrari   | 1:28,908  | +1,348    | 23         |
| 8        | Pastor Maldonado   | Williams-Renault     | 1:29,415  | +1,855    | 16         |
| 9        | Kimi Räikkönen     | Lotus-Renault        | 1:29,565  | +2,005    | 8          |
| 10       | Kobajasi Kamui     | Sauber-Ferrari       | 1:29,722  | +2,162    | 26         |
| 11       | Sebastian Vettel   | Red Bull-Renault     | 1:29,790  | +2,230    | 21         |
| 12       | Nico Hülkenberg    | Force India-Mercedes | 1:29,865  | +2,305    | 17         |
| 13       | Paul di Resta      | Force India-Mercedes | 1:29,881  | +2,321    | 18         |
| 14       | Bruno Senna        | Williams-Renault     | 1:29,953  | +2,393    | 21         |
| 15       | Sergio Pérez       | Sauber-Ferrari       | 1:30,124  | +2,564    | 22         |
| 16       | Romain Grosjean    | Lotus-Renault        | 1:30,515  | +2,955    | 16         |
| 17       | Heikki Kovalainen  | Caterham-Renault     | 1:30,586  | +3,026    | 16         |
| 18       | Felipe Massa       | Ferrari              | 1:30,743  | +3,183    | 11         |
| 19       | Jean-Éric Vergne   | Toro Rosso-Ferrari   | 1:31,178  | +3,618    | 17         |
| 20       | Vitalij Petrov     | Caterham-Renault     | 1:31,983  | +4,423    | 8          |
| 21       | Timo Glock         | Marussia-Cosworth    | 1:34,730  | +7,170    | 8          |
| 22       | Charles Pic        | Marussia-Cosworth    | 1:40,256  | +12,696   | 11         |
| 23       | Narain Karthikeyan | HRT-Cosworth         |           |           | 3          |
| 24       | Pedro de la Rosa   | HRT-Cosworth         |           |           | 0          |

### Második szabadedzés
Az ausztrál nagydíj második szabadedzését március 16-án pénteken délután tartották.
| helyezés | versenyző          | csapat/motor         | elért idő | különbség | futott kör |
| -------- | ------------------ | -------------------- | --------- | --------- | ---------- |
| 1        | Michael Schumacher | Mercedes             | 1:29,183  | −         | 16         |
| 2        | Nico Hülkenberg    | Force India-Mercedes | 1:29,292  | +0,109    | 19         |
| 3        | Sergio Pérez       | Sauber-Ferrari       | 1:30,199  | +1,016    | 23         |
| 4        | Fernando Alonso    | Ferrari              | 1:30,341  | +1,158    | 13         |
| 5        | Kobajasi Kamui     | Sauber-Ferrari       | 1:30,709  | +1,526    | 14         |
| 6        | Paul di Resta      | Force India-Mercedes | 1:31,466  | +2,283    | 13         |
| 7        | Felipe Massa       | Ferrari              | 1:31,505  | +2,322    | 14         |
| 8        | Heikki Kovalainen  | Caterham-Renault     | 1:31,932  | +2,749    | 16         |
| 9        | Nico Rosberg       | Mercedes             | 1:32,184  | +3,001    | 17         |
| 10       | Sebastian Vettel   | Red Bull-Renault     | 1:32,194  | +3,011    | 19         |
| 11       | Mark Webber        | Red Bull-Renault     | 1:32,296  | +3,113    | 20         |
| 12       | Timo Glock         | Marussia-Cosworth    | 1:32,632  | +3,449    | 17         |
| 13       | Vitalij Petrov     | Caterham-Renault     | 1:32,767  | +3,584    | 15         |
| 14       | Romain Grosjean    | Lotus-Renault        | 1:32,822  | +3,639    | 11         |
| 15       | Jenson Button      | McLaren-Mercedes     | 1:33,039  | +3,856    | 18         |
| 16       | Lewis Hamilton     | McLaren-Mercedes     | 1:33,252  | +4,069    | 11         |
| 17       | Pastor Maldonado   | Williams-Renault     | 1:34,108  | +4,925    | 21         |
| 18       | Kimi Räikkönen     | Lotus-Renault        | 1:32,275  | +5,092    | 7          |
| 19       | Bruno Senna        | Williams-Renault     | 1:34,312  | +5,129    | 17         |
| 20       | Jean-Éric Vergne   | Toro Rosso-Ferrari   | 1:34,485  | +5,302    | 29         |
| 21       | Daniel Ricciardo   | Toro Rosso-Ferrari   | 1:34,604  | +5,421    | 31         |
| 22       | Charles Pic        | Marussia-Cosworth    | 1:34,770  | +5,587    | 13         |
| 23       | Narain Karthikeyan | HRT-Cosworth         | 1:42,627  | +13,444   | 16         |
| 24       | Pedro de la Rosa   | HRT-Cosworth         |           |           | 1          |

### Harmadik szabadedzés
Az ausztrál nagydíj harmadik szabadedzését március 17-én, szombaton délelőtt tartották.
| helyezés | versenyző          | csapat/motor         | elért idő | különbség | futott kör |
| -------- | ------------------ | -------------------- | --------- | --------- | ---------- |
| 1        | Lewis Hamilton     | McLaren-Mercedes     | 1:25,681  | −         | 18         |
| 2        | Romain Grosjean    | Lotus-Renault        | 1:25,758  | +0,077    | 21         |
| 3        | Mark Webber        | Red Bull-Renault     | 1:25,900  | +0,219    | 20         |
| 4        | Jenson Button      | McLaren-Mercedes     | 1:25,906  | +0,225    | 17         |
| 5        | Nico Rosberg       | Mercedes             | 1:25,929  | +0,248    | 23         |
| 6        | Michael Schumacher | Mercedes             | 1:26,078  | +0,397    | 14         |
| 7        | Sebastian Vettel   | Red Bull-Renault     | 1:26,211  | +0,530    | 12         |
| 8        | Pastor Maldonado   | Williams-Renault     | 1:26,470  | +0,789    | 17         |
| 9        | Sergio Pérez       | Sauber-Ferrari       | 1:26,632  | +0,951    | 20         |
| 10       | Daniel Ricciardo   | Toro Rosso-Ferrari   | 1:26,723  | +1,042    | 17         |
| 11       | Jean-Éric Vergne   | Toro Rosso-Ferrari   | 1:26,733  | +1,052    | 15         |
| 12       | Kimi Räikkönen     | Lotus-Renault        | 1:26,737  | +1,056    | 19         |
| 13       | Kobajasi Kamui     | Sauber-Ferrari       | 1:26,755  | +1,074    | 21         |
| 14       | Nico Hülkenberg    | Force India-Mercedes | 1:27,029  | +1,348    | 23         |
| 15       | Bruno Senna        | Williams-Renault     | 1:27,119  | +1,438    | 20         |
| 16       | Fernando Alonso    | Ferrari              | 1:27,323  | +1,642    | 19         |
| 17       | Paul di Resta      | Force India-Mercedes | 1:27,428  | +1,747    | 22         |
| 18       | Felipe Massa       | Ferrari              | 1:28,023  | +2,342    | 19         |
| 19       | Heikki Kovalainen  | Caterham-Renault     | 1:28,341  | +2,660    | 19         |
| 20       | Vitalij Petrov     | Caterham-Renault     | 1:28,702  | +3,021    | 11         |
| 21       | Timo Glock         | Marussia-Cosworth    | 1:30,728  | +5,047    | 13         |
| 22       | Charles Pic        | Marussia-Cosworth    | 1:31,225  | +5,544    | 14         |
| 23       | Pedro de la Rosa   | HRT-Cosworth         | 1:33,114  | +7,433    | 12         |
| 24       | Narain Karthikeyan | HRT-Cosworth         | 1:33,261  | +7,580    | 13         |

## Időmérő edzés
Az ausztrál nagydíj időmérő edzését március 17-én, szombaton futották.
| helyezés                                     | versenyző          | csapat/motor         | 1. rész  | 2. rész    | 3. rész    | rajthely |
| -------------------------------------------- | ------------------ | -------------------- | -------- | ---------- | ---------- | -------- |
| 1                                            | Lewis Hamilton     | McLaren-Mercedes     | 1:26,800 | 1:25,626   | 1:24,922   | 1        |
| 2                                            | Jenson Button      | McLaren-Mercedes     | 1:26,832 | 1:25,663   | 1:25,074   | 2        |
| 3                                            | Romain Grosjean    | Lotus-Renault        | 1:26,498 | 1:25,845   | 1:25,302   | 3        |
| 4                                            | Michael Schumacher | Mercedes             | 1:26,586 | 1:25,571   | 1:25,336   | 4        |
| 5                                            | Mark Webber        | Red Bull-Renault     | 1:27,117 | 1:26,297   | 1:25,651   | 5        |
| 6                                            | Sebastian Vettel   | Red Bull-Renault     | 1:26,773 | 1:25,982   | 1:25,668   | 6        |
| 7                                            | Nico Rosberg       | Mercedes             | 1:26,763 | 1:25,469   | 1:25,686   | 7        |
| 8                                            | Pastor Maldonado   | Williams-Renault     | 1:26,803 | 1:26,206   | 1:25,908   | 8        |
| 9                                            | Nico Hülkenberg    | Force India-Mercedes | 1:27,464 | 1:26,314   | 1:26,451   | 9        |
| 10                                           | Daniel Ricciardo   | Toro Rosso-Ferrari   | 1:27,024 | 1:26,319   | Idő nélkül | 10       |
| 11                                           | Jean-Éric Vergne   | Toro Rosso-Ferrari   | 1:26,493 | 1:26,429   |            | 11       |
| 12                                           | Fernando Alonso    | Ferrari              | 1:26,688 | 1:26,494   |            | 12       |
| 13                                           | Kobajasi Kamui     | Sauber-Ferrari       | 1:26,182 | 1:26,590   |            | 13       |
| 14                                           | Bruno Senna        | Williams-Renault     | 1:27,004 | 1:26,663   |            | 14       |
| 15                                           | Paul di Resta      | Force India-Mercedes | 1:27,469 | 1:27,086   |            | 15       |
| 16                                           | Felipe Massa       | Ferrari              | 1:27,633 | 1:27,497   |            | 16       |
| 17                                           | Sergio Pérez       | Sauber-Ferrari       | 1:26,596 | Idő nélkül |            | 22[1]    |
| 18                                           | Kimi Räikkönen     | Lotus-Renault        | 1:27,758 |            |            | 17       |
| 19                                           | Heikki Kovalainen  | Caterham-Renault     | 1:28,679 |            |            | 18       |
| 20                                           | Vitalij Petrov     | Caterham-Renault     | 1:29,018 |            |            | 19       |
| 21                                           | Timo Glock         | Marussia-Cosworth    | 1:30,923 |            |            | 20       |
| 22                                           | Charles Pic        | Marussia-Cosworth    | 1:31,670 |            |            | 21       |
| Nem érték el a 107%-os időlimitet (1:32,214) |                    |                      |          |            |            |          |
| 23                                           | Pedro de la Rosa   | HRT-Cosworth         | 1:33,495 |            |            | nk[2]    |
| 24                                           | Narain Karthikeyan | HRT-Cosworth         | 1:33,643 |            |            | nk[2]    |

Megjegyzés
- ↑ 1:  Pérez váltócsere miatt 5 helyes rajtbüntetést kapott.[1]
- ↑ 2:  De La Rosa és Karthikeyan nem érték el a 107%-os időlimitet, és a szabadezdéseken se autóztak versenyképes időket, ezért a futamon nem indulhattak el.

## Futam
A rajtnál a belső ívről induló Button lerajtolta Hamiltont. A harmadik helyről induló Romain Grosjean visszacsúszott az 5. helyre, majd két körrel később ütközött Pastor Maldonadóval és kiesett. A sorrend: Button, Hamilton, Schumacher, Vettel és Rosberg volt. A 11. körben Schumacher Mercedesének elment a 3-as fokozata, így kiesett. A kiállásoknál Vettel zárkózott fel Hamiltonra, de előzni nem tudott. Alonso feljött negyediknek, Webber pedig Rosberg mögött hatodik volt. Webber Maldonadóval együtt megelőzte a kerékcserék alatt Rosberget. Massa továbbra is szenvedett.
A 37. körben Vitalij Petrov Caterhamje a célegyenesben leáll. Ezért beküldték a biztonsági autót. Ezalatt Vettel megelőzte Hamiltont a nem tervezett kiállások miatt. A biztonsági autó kiállása után Button, Vettel, Hamilton, Webber, Alonso és Maldonado volt a sorrend. Hátrébb Felipe Massa ütközött Bruno Sennával és mindketten kiálltak. Kimi Räikkönen harcolt Kamui Kobajasival és az egy kiállással menő Sergio Perezzel. Végül Kobajasit nem tudta megelőzni. Az utolsó öt körben Maldonado keményen támadta Alonsót, azonban hibázott, és a falnak csapódott. Ugyanebben a körben Rosberg ütközött Jean-Éric Vergne-nyel, az eset Rosberg kocsiján defektet okozott. Innen a Sauberek és a Toro Rossók óriási küzdelmet vívtak a befutóig. Végül Jenson Buttont intette le először a kockás zászló, Vettel és Hamilton előtt. Webber negyedik, Alonso ötödik, Kobajasi hatodik, és Räikkönen tíz helyet javítva hetedik lett.
| helyezés | rajtszám | versenyző          | csapat/motor         | futott kör | idő/kiesés oka   | rajthely | pont |
| -------- | -------- | ------------------ | -------------------- | ---------- | ---------------- | -------- | ---- |
| 1        | 3        | Jenson Button      | McLaren-Mercedes     | 58         | 1:34:09,565      | 2        | 25   |
| 2        | 1        | Sebastian Vettel   | Red Bull-Renault     | 58         | +2,139           | 6        | 18   |
| 3        | 4        | Lewis Hamilton     | McLaren-Mercedes     | 58         | +4,075           | 1        | 15   |
| 4        | 2        | Mark Webber        | Red Bull-Renault     | 58         | +4,547           | 5        | 12   |
| 5        | 5        | Fernando Alonso    | Ferrari              | 58         | +21,565          | 12       | 10   |
| 6        | 14       | Kobajasi Kamui     | Sauber-Ferrari       | 58         | +36,766          | 13       | 8    |
| 7        | 9        | Kimi Räikkönen     | Lotus-Renault        | 58         | +38,014          | 17       | 6    |
| 8        | 15       | Sergio Pérez       | Sauber-Ferrari       | 58         | +39,458          | 22       | 4    |
| 9        | 16       | Daniel Ricciardo   | Toro Rosso-Ferrari   | 58         | +39,556          | 10       | 2    |
| 10       | 11       | Paul di Resta      | Force India-Mercedes | 58         | +39,737          | 15       | 1    |
| 11       | 17       | Jean-Éric Vergne   | Toro Rosso-Ferrari   | 58         | +39,848          | 11       |      |
| 12       | 8        | Nico Rosberg       | Mercedes             | 58         | +57,642          | 7        |      |
| 13       | 18       | Pastor Maldonado   | Williams-Renault     | 57         | baleset          | 8        |      |
| 14       | 24       | Timo Glock         | Marussia-Cosworth    | 57         | +1 kör           | 20       |      |
| 15       | 25       | Charles Pic        | Marussia-Cosworth    | 53         | olajnyomás       | 21       |      |
| 16       | 19       | Bruno Senna        | Williams-Renault     | 52         | ütközés          | 14       |      |
| ki       | 6        | Felipe Massa       | Ferrari              | 46         | ütközés          | 16       |      |
| ki       | 20       | Heikki Kovalainen  | Caterham-Renault     | 38         | felfüggesztés    | 18       |      |
| ki       | 21       | Vitalij Petrov     | Caterham-Renault     | 34         | kormány          | 19       |      |
| ki       | 7        | Michael Schumacher | Mercedes             | 10         | váltóhiba        | 4        |      |
| ki       | 10       | Romain Grosjean    | Lotus-Renault        | 1          | baleset          | 3        |      |
| ki       | 3        | Nico Hülkenberg    | Force India-Mercedes | 0          | baleseti sérülés | 9        |      |

## A világbajnokság állása a verseny után
| H   | Versenyzők       | Pont | H   | Konstruktőrök        | Pont |
| --- | ---------------- | ---- | --- | -------------------- | ---- |
| 1.  | Jenson Button    | 25   | 1.  | McLaren-Mercedes     | 40   |
| 2.  | Sebastian Vettel | 18   | 2.  | Red Bull-Renault     | 30   |
| 3.  | Lewis Hamilton   | 15   | 3.  | Sauber-Ferrari       | 12   |
| 4.  | Mark Webber      | 12   | 4.  | Ferrari              | 10   |
| 5.  | Fernando Alonso  | 10   | 5.  | Lotus-Renault        | 6    |
| 6.  | Kobajasi Kamui   | 8    | 6.  | STR-Ferrari          | 2    |
| 7.  | Kimi Räikkönen   | 6    | 7.  | Force India-Mercedes | 1    |
| 8.  | Sergio Pérez     | 4    | 8.  | Mercedes             | 0    |
| 9.  | Daniel Ricciardo | 2    | 9.  | Williams-Renault     | 0    |
| 10. | Paul di Resta    | 1    | 10. | Marussia-Cosworth    | 0    |

(A teljes táblázat)

## Statisztikák
- Jenson Button 13. győzelme, 7. leggyorsabb köre.
- Lewis Hamilton 20. pole-pozíciója.
- Sebastian Vettel 37. dobogós helyezése.
- Jean-Éric Vergne és Charles Pic első Formula–1-es nagydíja.